# جون لونجو
جون لونجو (بالإنجليزية: John Lungu)‏ هو لاعب كرة قدم زامبي في مركز الوسط، ولد في 12 يونيو 1966 في زامبيا.

## وصلات خارجية
- جون لونجو على موقع قاعدة بيانات كرة القدم.إي يو (الإنجليزية)
- جون لونجو على موقع ناشيونال فوتبول تيمز (الإنجليزية)